# شچیبوروویتسه
شچیبوروویتسه (به لهستانی:  Ściborowice) یک روستا در لهستان است که در گمینا کراپکوویتسه واقع شده‌است.